# Championnat d'Europe de hockey sur glace 1911
Navigation
Suisse 1910 Bohème 1912

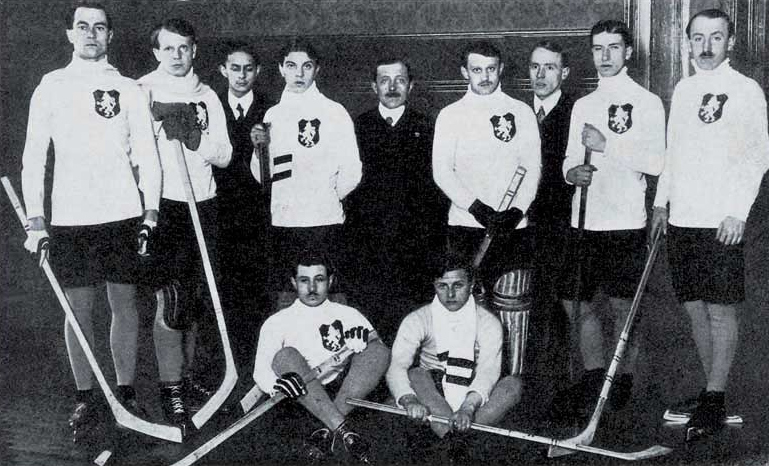
L'équipe de Bohême championne d'Europe 1911.

Le second championnat d'Europe de hockey sur glace a lieu entre les 15 et  17 
février 1911. Le championnat a lieu à Berlin en  Allemagne.

## Contexte et déroulement
Encore une fois quatre nations participent au tournoi même si le champion en titre, la Grande-Bretagne, n'est pas présente. C'est la première participation pour la Bohême qui gagne le titre de champion d'Europe 1911.

## Résultats
15 février
- Bohême 13-0 Suisse
- Allemagne 6-0 Belgique

16 février
- Allemagne 1-4 Bohême
- Belgique 5-4 Suisse

17 février
- Allemagne 10-0 Suisse
- Bohême 3-0 Belgique

## Classement
|        | Équipe    | PJ | V | N | D | BP | BC |
| ------ | --------- | -- | - | - | - | -- | -- |
| Or     | Bohême    | 3  | 3 | 0 | 0 | 20 | 1  |
| Argent | Allemagne | 3  | 2 | 0 | 1 | 17 | 4  |
| Bronze | Belgique  | 3  | 1 | 0 | 2 | 5  | 13 |
| 4      | Suisse    | 3  | 0 | 0 | 3 | 4  | 28 |